# Cercopithecus petaurista
Il cercopiteco nasobianco minore (Cercopithecus petaurista) è un primate della famiglia delle Cercopithecidae.

## Descrizione
La lunghezza del corpo può variare tra 40 e 60 cm, quella della coda può arrivare a 60 cm; il peso è tra 4 e 8 kg. Come per gli altri cercopitechi, vi è un certo dimorfismo sessuale, con il maschio più grande della femmina. Il colore del corpo è bruno-rossiccio sul lato dorsale e bianco sul lato ventrale; gli arti e il muso sono più scuri, tranne la  zona di pelo corto e chiaro sul naso, che dà il nome alla specie, e la barba bianca che si estende lateralmente e inferiormente.

## Distribuzione e habitat
La specie è presente in Africa  occidentale, dal Gambia al Ghana e al Togo.  L'habitat è la foresta in vicinanza dell'acqua.

## Biologia
Conduce vita arboricola e ha attività diurna. Vive in gruppi territoriali, formati da un maschio adulto, diverse femmine e piccoli, per un totale da 15 a 20 individui.
Si nutre soprattutto di frutta, ma la dieta comprende anche foglie e insetti.

## Conservazione
La specie non è considerata in pericolo dalla IUCN.